# Comuna Grivița, Ialomița
Grivița (în trecut, Smirna) este o comună în județul Ialomița, Muntenia, România, formată din satele Grivița (reședința) și Smirna.

## Așezare
Comuna se află în zona central-nordică a județului. Ea este străbătută de șoseaua națională DN2C, care leagă Slobozia de Buzău. La Grivița, din acest drum se ramifică două șosele județene. DJ211 leagă comuna spre nord de Traian și mai departe în județul Brăila de Dudești, Zăvoaia și Bordei Verde (unde se termină în DN2B), iar DJ203F duce spre est la Scânteia (unde se intersectează cu DN21) și Valea Ciorii (unde se termină în DN21A).

## Demografie
Componența etnică a comunei Grivița
     Români (95,08%)
     Alte etnii (0,07%)
     Necunoscută (4,86%)
Componența confesională a comunei Grivița
     Ortodocși (94,06%)
     Alte religii (0,59%)
     Necunoscută (5,34%)
Conform recensământului efectuat în 2021, populația comunei Grivița se ridică la 2.863 de locuitori, în scădere față de recensământul anterior din 2011, când fuseseră înregistrați 3.379 de locuitori. Majoritatea locuitorilor sunt români (95,08%), iar pentru 4,86% nu se cunoaște apartenența etnică. Din punct de vedere confesional, majoritatea locuitorilor sunt ortodocși (94,06%), iar pentru 5,34% nu se cunoaște apartenența confesională.

## Politică și administrație
Comuna Grivița este administrată de un primar și un consiliu local compus din 11 consilieri. Primarul, Vasile Stroe[*], de la Partidul Național Liberal, este în funcție din 2000. Începând cu alegerile locale din 2024, consiliul local are următoarea componență pe partide politice:
|  | Partid                    | Consilieri | Componența Consiliului | Componența Consiliului | Componența Consiliului | Componența Consiliului | Componența Consiliului | Componența Consiliului |
|  | ------------------------- | ---------- | ---------------------- | ---------------------- | ---------------------- | ---------------------- | ---------------------- | ---------------------- |
|  | Partidul Național Liberal | 6          |                        |                        |                        |                        |                        |                        |
|  | Partidul Social Democrat  | 3          |                        |                        |                        |                        |                        |                        |
|  | Alianța Dreapta Unită     | 2          |                        |                        |                        |                        |                        |                        |

## Istorie
La sfârșitul secolului al XIX-lea, comuna purta numele de Smirna, făcea parte din plasa Ialomița-Balta a județului Ialomița și avea în compunere satele Grivița și Smirna, cu 2531 de locuitori. În comună funcționau o biserică și o școală mixtă. În 1925, anuarul Socec consemnează comuna Grivița, cu satele Grivița și Lata-Nebunii, cu o populație de 3654 de locuitori, în plasa Slobozia a aceluiași județ. Comuna Smirna era în plasa Țăndărei a aceluiași județ și avea în compunere satele Smirna și Traian, având în total 3092 de locuitori. În 1931, satele Grivița, Smirna și Traian constituiau fiecare câte o comună separată.
În 1950, cele trei comune au trecut în administrarea raionului Slobozia din regiunea Ialomița și apoi (după 1952) din regiunea București. În 1968, comunele au revenit la județul Ialomița, reînființat, în timp ce comunele Smirna și Traian au fost desființate și incluse în comuna Grivița. Satul Traian s-a separat din nou, reînființându-se comuna Traian, în 2003.